# Плинта
Плинта је архитектонски израз за нижу профилацију подијума или платформе на којој сједи стуб, педестал или скулптура.  У класичној архитектури плинта је четвртасти блок средње висине испод стуба.